# Nébuleuse planétaire

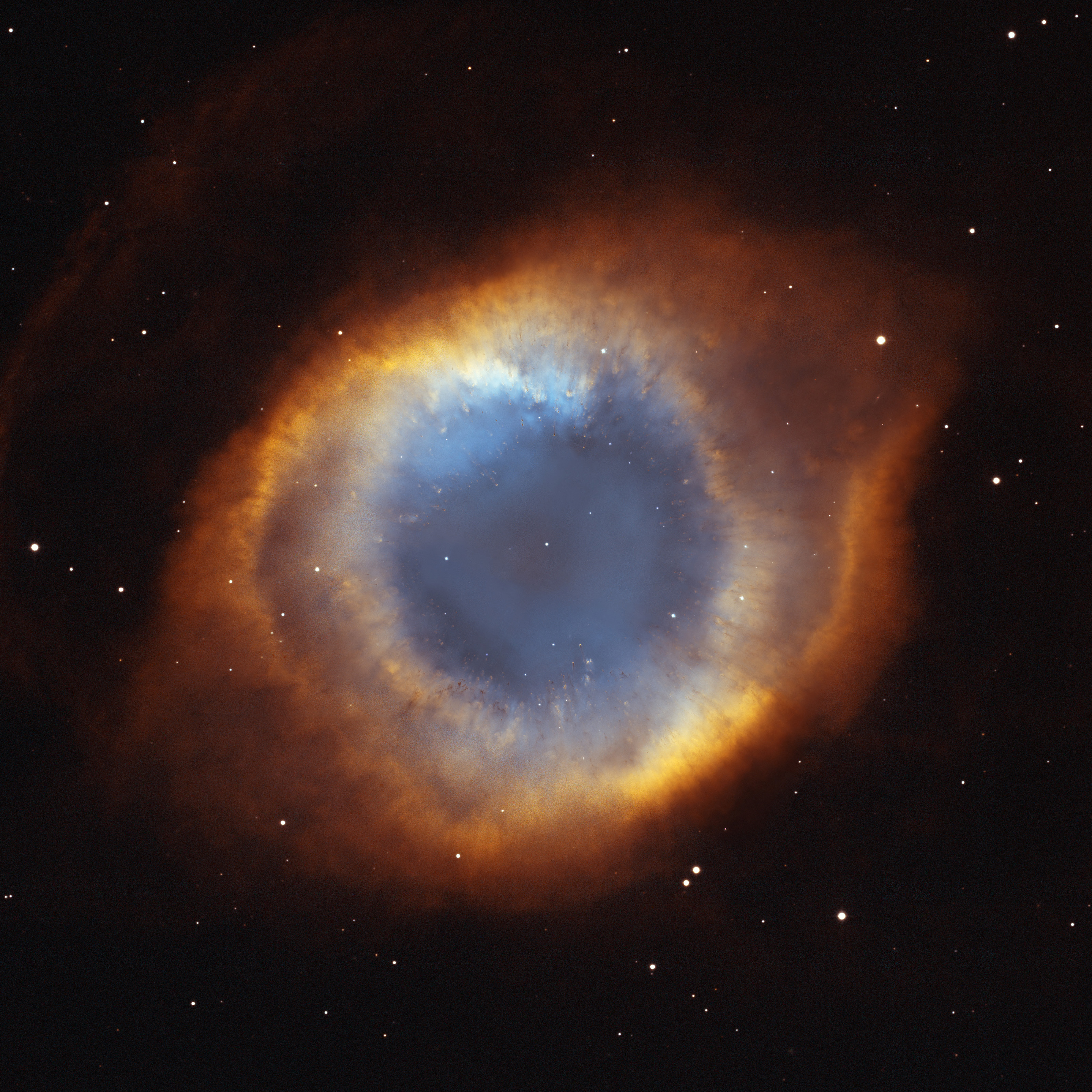
À 650 al, la nébuleuse de l'Hélice, NGC 7293, est une des nébuleuses planétaires les plus proches de la Terre.

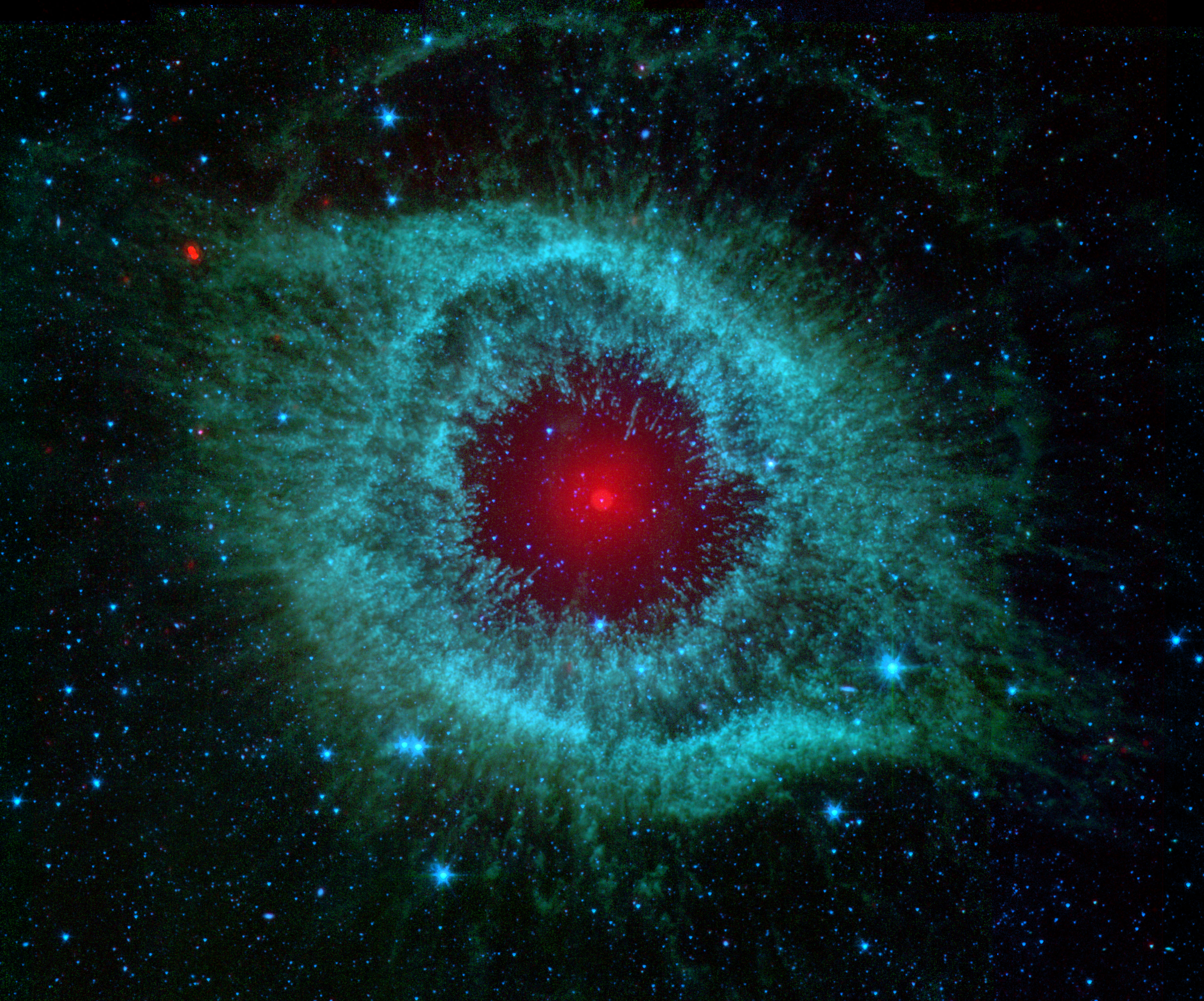
Cette même nébuleuse de l'Hélice vue en infrarouge par le télescope spatial Spitzer.

Une nébuleuse planétaire est un corps céleste qui ressemble à un disque d'aspect nébuleux lorsqu'il est observé à basse résolution. En raison de cet aspect, semblable à celui de la planète Uranus quand elle a été découverte, l'adjectif « planétaire » lui a été attaché, et il a été depuis maintenu pour conserver l'uniformité historique. À partir d'observations plus détaillées (en particulier spectroscopiques), on sait maintenant que les nébuleuses planétaires n'ont en fait aucun rapport avec les planètes.
Il s'agit d'une nébuleuse en émission constituée d'une coquille de gaz en expansion éjectée d'une étoile en fin de vie, en transition de l'état de géante rouge à l'état de naine blanche pendant la branche asymptotique des géantes. Quand une petite étoile (moins de huit masses solaires) achève de consommer son hydrogène, puis son hélium, son cœur s'effondre pour former une naine blanche, tandis que les couches externes sont expulsées par la pression de radiation.
Ces gaz forment un nuage de matière qui s'étend autour de l'étoile à une vitesse d'expansion de 20 à 30 kilomètres par seconde (70 000 à 100 000 km/h). Ce nuage est ionisé par les photons ultraviolets émis par l'étoile qui est devenue très chaude (50 000 à 100 000 K). L'énergie ainsi acquise par le gaz est réémise sous forme de lumière de moindre énergie, notamment dans le domaine du visible.
Ce sont des objets qui évoluent assez rapidement ; on en connaît environ 1 500 dans notre Galaxie. Elles jouent un rôle crucial dans l'enrichissement de notre univers, transformant l'hydrogène primordial en éléments plus lourds et expulsant ces nouveaux éléments dans le milieu interstellaire.
Les nébuleuses planétaires sont souvent très colorées, et leurs images sont parmi les plus spectaculaires. Un des exemples célèbres de ce type d'objet est la nébuleuse de l'Anneau située dans la constellation de la Lyre, d'où son autre appellation : nébuleuse de la Lyre.

## Histoire

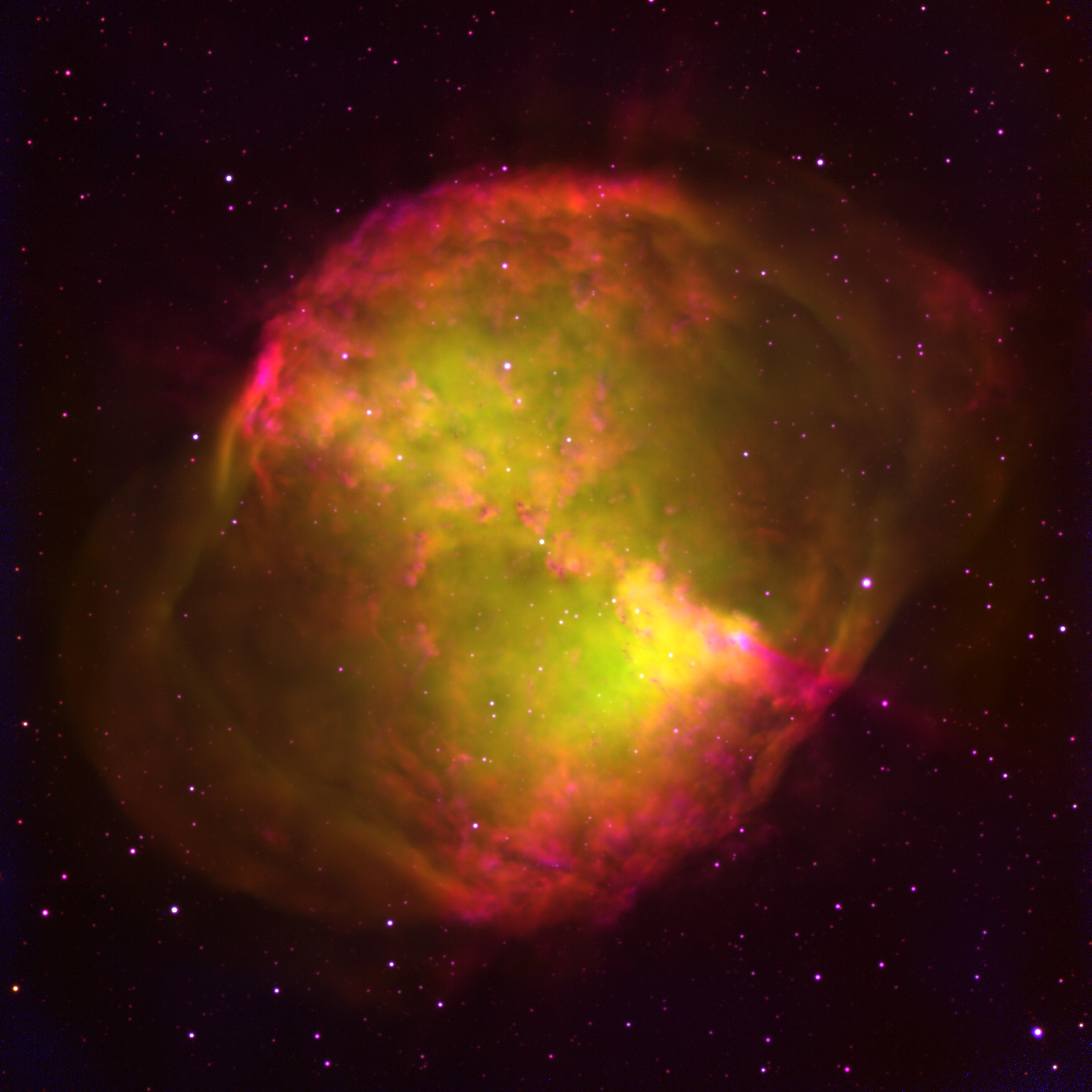
Nébuleuse de l'Haltère.

Les nébuleuses planétaires sont en général des objets de faible brillance, invisibles à l'œil nu. La première nébuleuse planétaire découverte est la nébuleuse de l'Haltère dans la constellation du Petit Renard, observée par Charles Messier en 1764 et enregistrée sous le numéro M27 dans son catalogue d'objets diffus.
Le terme de « planétaire » est proposé la première fois par William Herschel en 1785, lors de sa découverte de NGC 7009, en raison de la ressemblance visuelle entre ces objets qu'il classait et la planète qu'il venait de découvrir, à savoir Uranus.
La nature des nébuleuses planétaires reste inconnue jusqu'aux premières observations spectroscopiques, au milieu du XIXe siècle. William Huggins est l'un des premiers astronomes à étudier le spectre des objets astronomiques en dispersant leur lumière à l'aide d'un prisme. Ses observations des étoiles montrent un spectre continu sur lequel apparaissent des lignes sombres (raies d'absorption).
D'autre part, lorsqu'il étudie la nébuleuse de l'Œil de Chat en 1864, il rencontre un spectre totalement différent : trois raies d'émission se dégagent sur un continu quasiment nul, montrant qu'il s'agit de gaz de faible densité. Une des raies est attribuée à l'hydrogène, mais les deux autres, dont la plus intense se trouve à une longueur d'onde de 500,7 nanomètres, ne correspondaient à aucune émission d'élément connu sur Terre. Il attribue donc cette émission à un nouvel élément, le nébulium, suivant l'exemple de l'hélium qui avait été découvert pour la première fois dans le spectre solaire.
Néanmoins, alors que l'hélium est isolé sur Terre quelques années après sa découverte par les astronomes, l'énigme du nébulium résiste encore longtemps aux physiciens qui n'arrivent pas à l'isoler sur Terre. En 1927, l'astronome hollandais Herman Zanstra utilise la mécanique quantique pour expliquer les raies d'hydrogène dans les nébuleuses diffuses, dont les nébuleuses planétaires. Les atomes d'hydrogène sont ionisés par la lumière ultra-violette émise par une étoile centrale, et c'est la recombinaison de ces ions avec des électrons libres, reformant des atomes d'hydrogène, qui produit l'émission des raies d'hydrogène.
En 1928, Ira Bowen montre que les raies du "nébulium" sont générées par l'ionisation des atomes d'oxygène et d'azote émettant des raies de transition interdite, aboutissant à de l'oxygène doublement ionisé.

## Formation et évolution

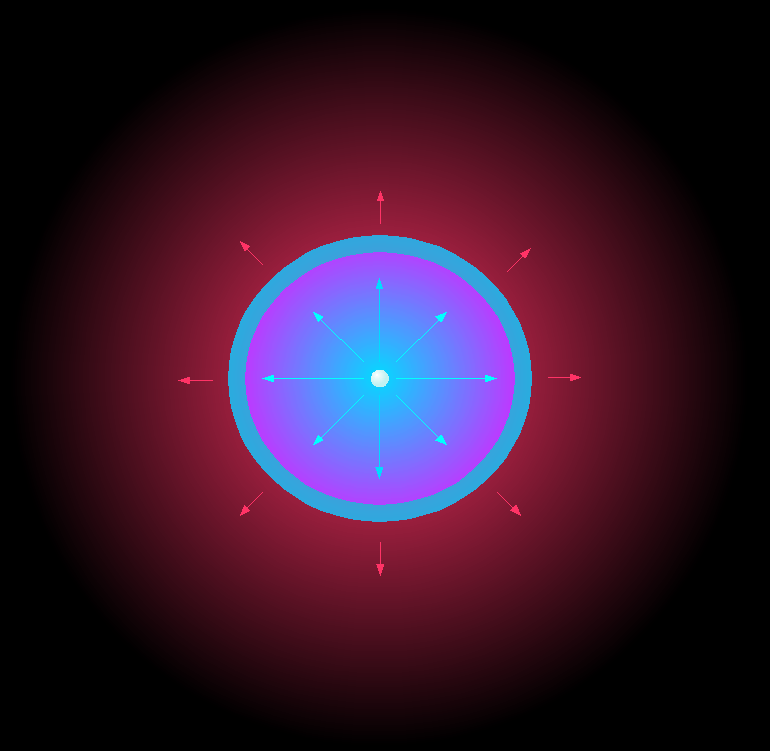
Illustration de la formation des nébuleuses planétaires par éjections successives. Premier vent : flèches rouges, deuxième vent : flèches bleues.

Les nébuleuses planétaires sont le résultat de l'évolution des étoiles de masse intermédiaire (entre 0,8 et 8 fois la masse du Soleil). Après avoir passé de plusieurs dizaines de millions à une dizaine de milliards d'années à transformer de l'hydrogène en hélium en leur cœur, ces étoiles arrivent à la fin de leur réserve d'hydrogène et n'ont donc plus de quoi produire l'énergie nécessaire pour contrebalancer la force gravitationnelle qui tend à les faire s'effondrer sur elles-mêmes. Le noyau de l'étoile s'effondre lentement, augmentant sa température (de quelques dizaines à une centaine de millions de kelvins), de nouvelles fusions ont alors lieu, l'hélium se transformant en carbone. Les couches externes de l'étoile subissent alors une forte pression et sont expulsées sous forme d'un vent assez lent et dense.
L'étoile devient une géante rouge, et sa température de surface décroît. L'étoile se compose alors de deux parties : l'étoile proprement dite au centre, qui peu à peu évolue vers une naine blanche, entourée d'une nébuleuse en expansion. On suppose une deuxième phase de vent, cette fois rapide et peu dense, qui compresse la première enveloppe éjectée et lui donne sa forme et sa structure de coquille assez fine.
L'étoile au centre continue sa contraction au fur et à mesure que de la matière est éjectée et sa température de surface augmente jusqu'à passer au-dessus de 30 000 K. À partir de cette température, elle émet une quantité appréciable de photons capables de photoioniser la nébuleuse qui l'entoure. Les photons doivent avoir une énergie supérieure à 13,6 eV, ou 1 Ry, ou encore une longueur d'onde inférieure à 91,2 nm. En effet, pour « voir » la nébuleuse planétaire, il faut qu'elle émette de la lumière, ce qu'elle fait dès qu'elle est photoionisée par l'étoile centrale.
C'est à partir de ce moment que l'on peut parler de nébuleuse planétaire. L'étoile initiale a une masse comprise entre 0,8 et 8 fois la masse du Soleil, la naine blanche résultant de l'évolution a une masse entre 0,5 et 1,4 masse solaire : la majeure partie de l'étoile initiale a donc été réinjectée dans le milieu  interstellaire.
L'évolution est ensuite assez rapide, en quelques siècles à quelques millénaires, l'étoile centrale se refroidit en dessous de la température correspondant à l'émission de photons ionisants, en même temps que la nébuleuse se dissout dans le milieu interstellaire, non sans l'ensemencer des produits des fusions qui ont eu lieu dans la zone externe du cœur de l'étoile avant cette fin.

## Caractéristiques

### Durée de vie
Le phénomène nébuleuse planétaire est assez éphémère, il ne dure que quelque 10 000 années. La fin de la nébuleuse planétaire provient d'une part du refroidissement de l'objet central qui finit par ne plus émettre les photons extrême UV capables de ioniser la nébuleuse et d'autre part de la dilution du gaz constituant la nébuleuse, celle-ci étant en expansion à une vitesse typique de 10 kilomètres par seconde.

### Nombre et distribution
Parmi les quelque 200 à 400 milliards d'étoiles que compte notre Galaxie, il n'a été détecté qu'environ 1500 nébuleuses planétaires,. Ceci est dû à la très courte durée de vie du phénomène comparé à la durée de vie des étoiles elles-mêmes.
On arrive également à les détecter dans d'autres galaxies, en utilisant des images obtenues aux longueurs d'onde typiques des nébuleuses planétaires (par exemple 500,7 nm, soit 5007 Å) et en les comparant aux images obtenues dans des longueurs d'onde proches : les nébuleuses planétaires (ainsi que les régions HII) apparaissent dans les premières mais pas dans les secondes images,.
L'étude des nébuleuses planétaires extra-galactiques apporte des informations sur, par exemple, les gradients d'abondances. Toutes les nébuleuses planétaires d'une même galaxie (extérieure à la nôtre) sont quasiment à la même distance de l'observateur.

### Morphologie

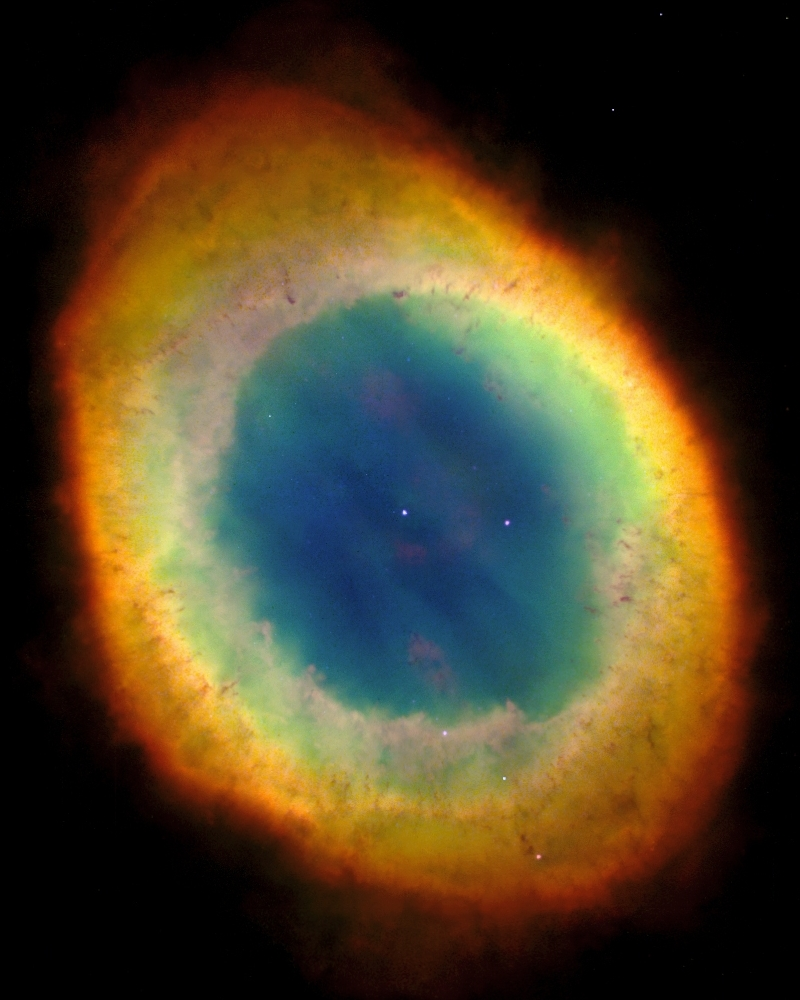
Nébuleuse de la Lyre
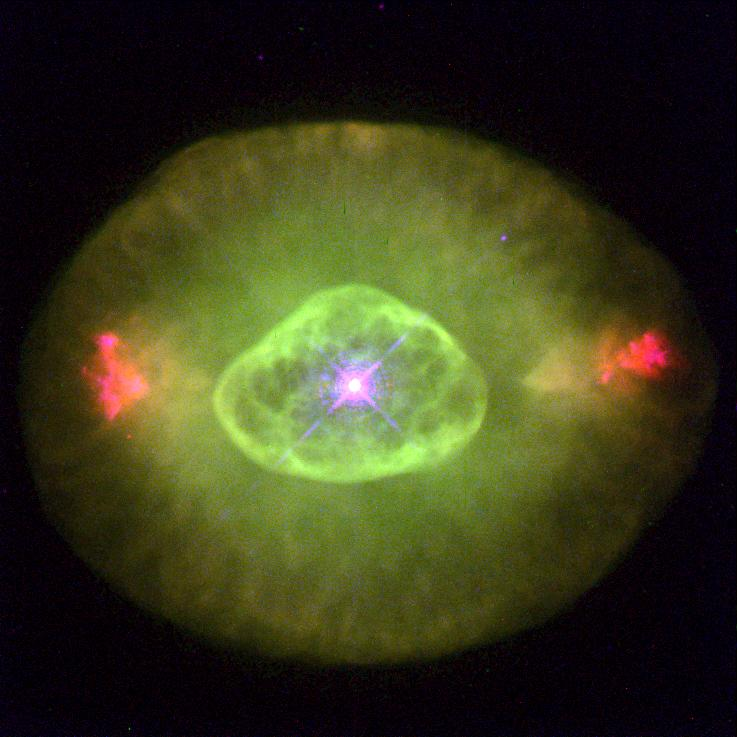
NGC 6826
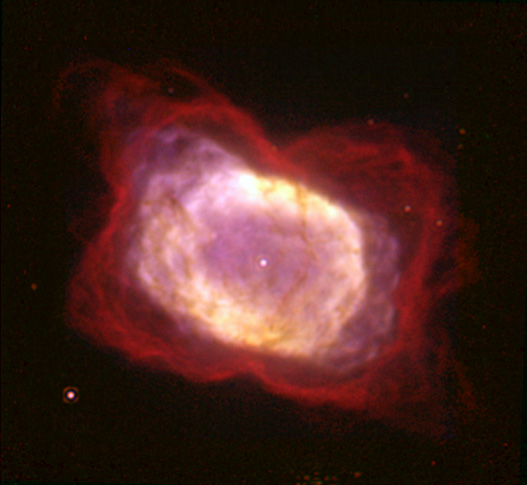
NGC 7027
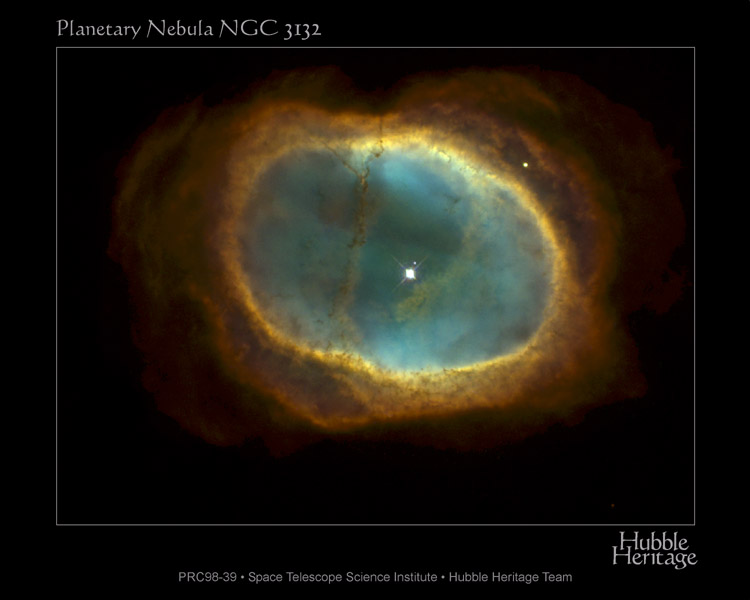
NGC 3132
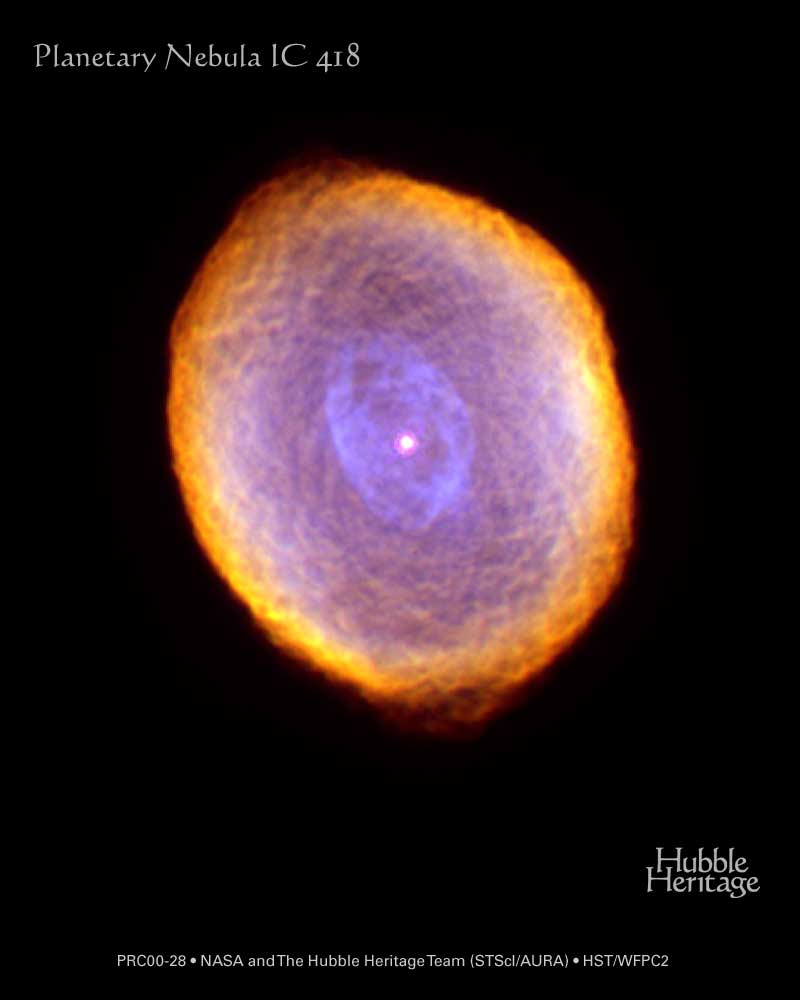
IC 418
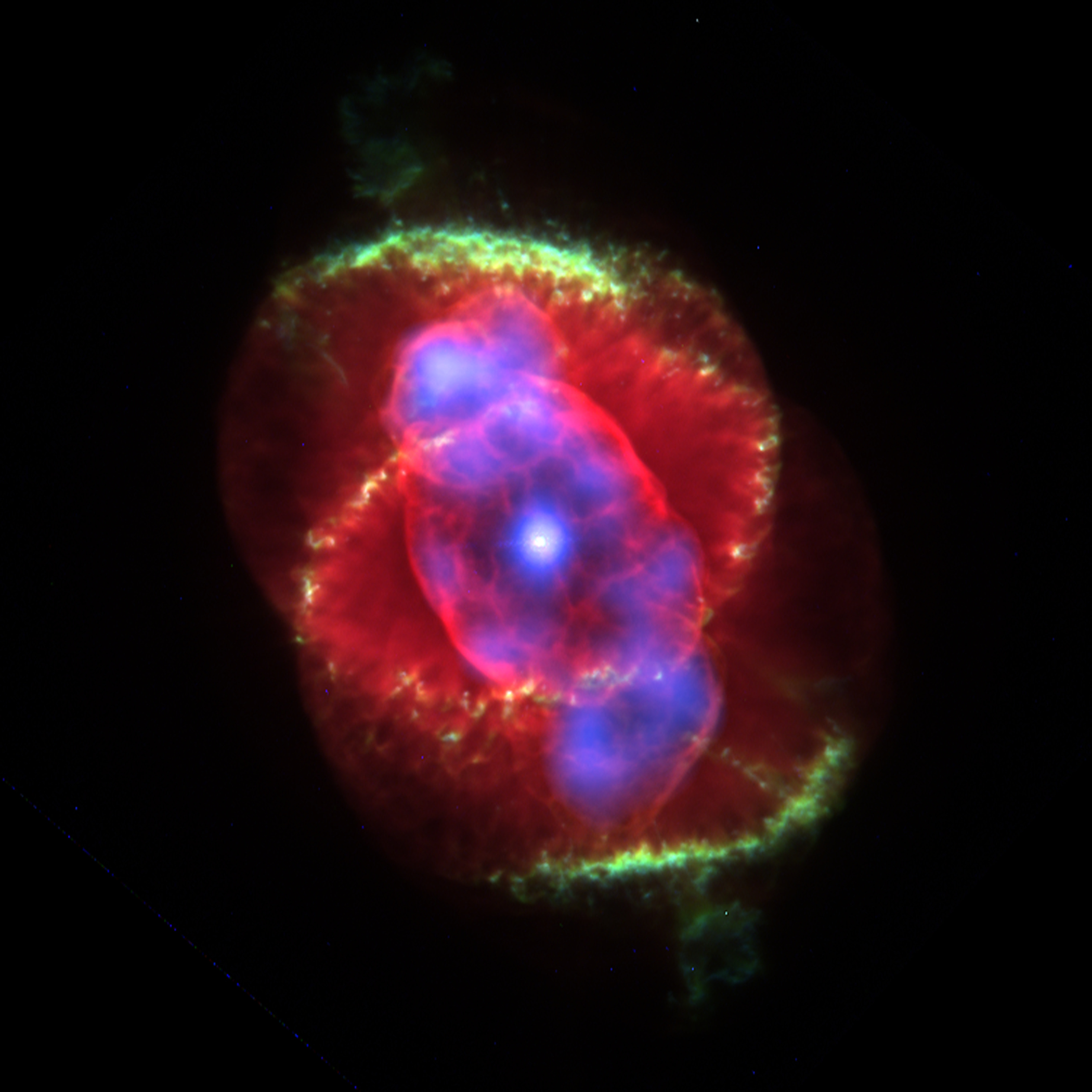
NGC 6543
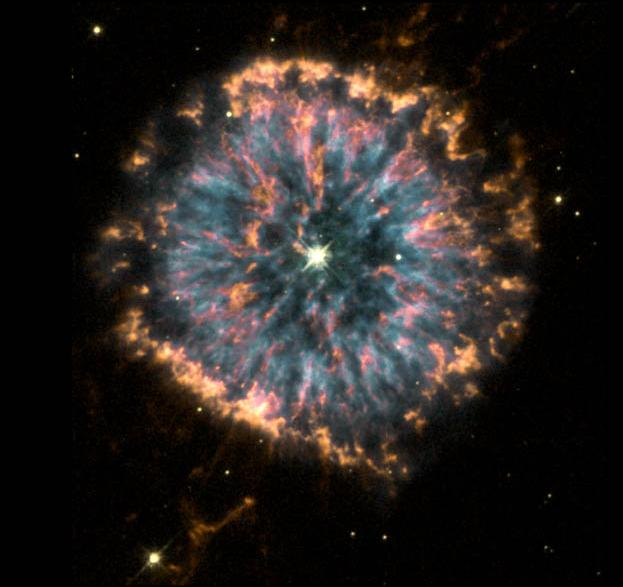
NGC 6751
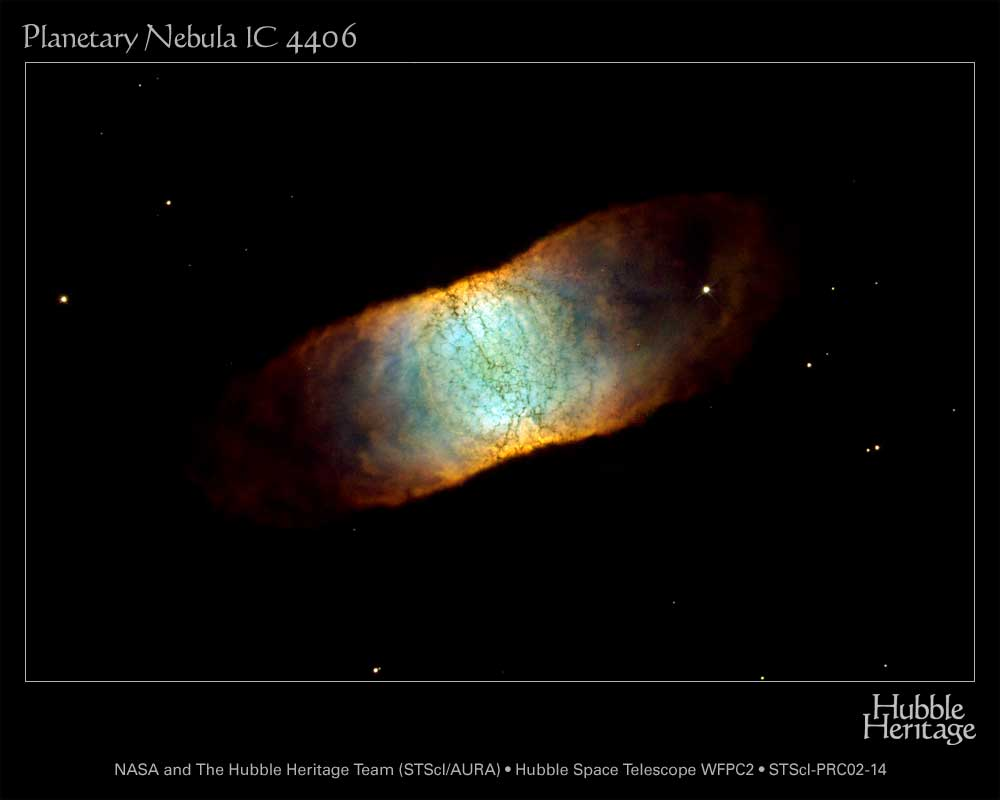
IC 4406
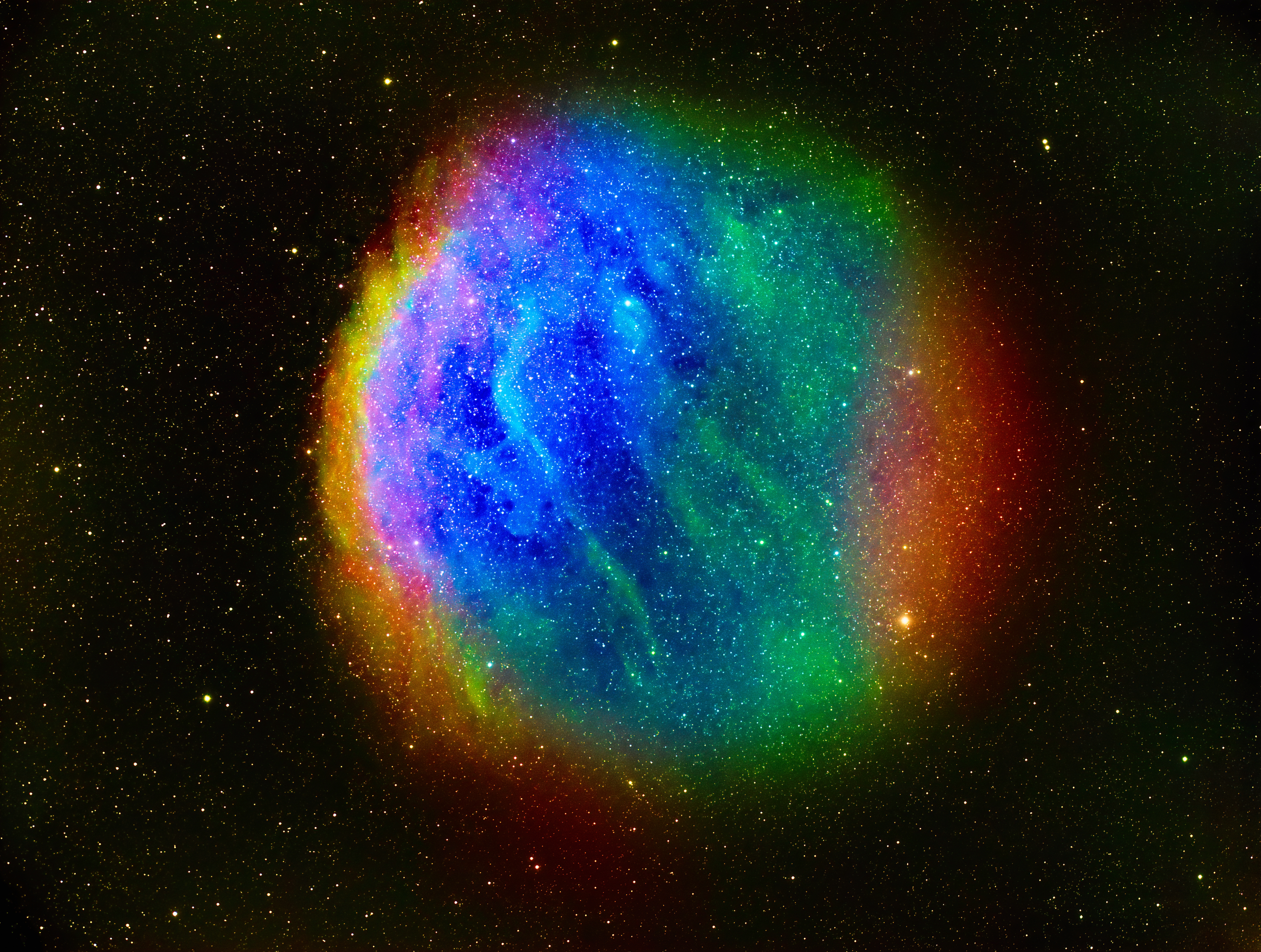
SH 2-216
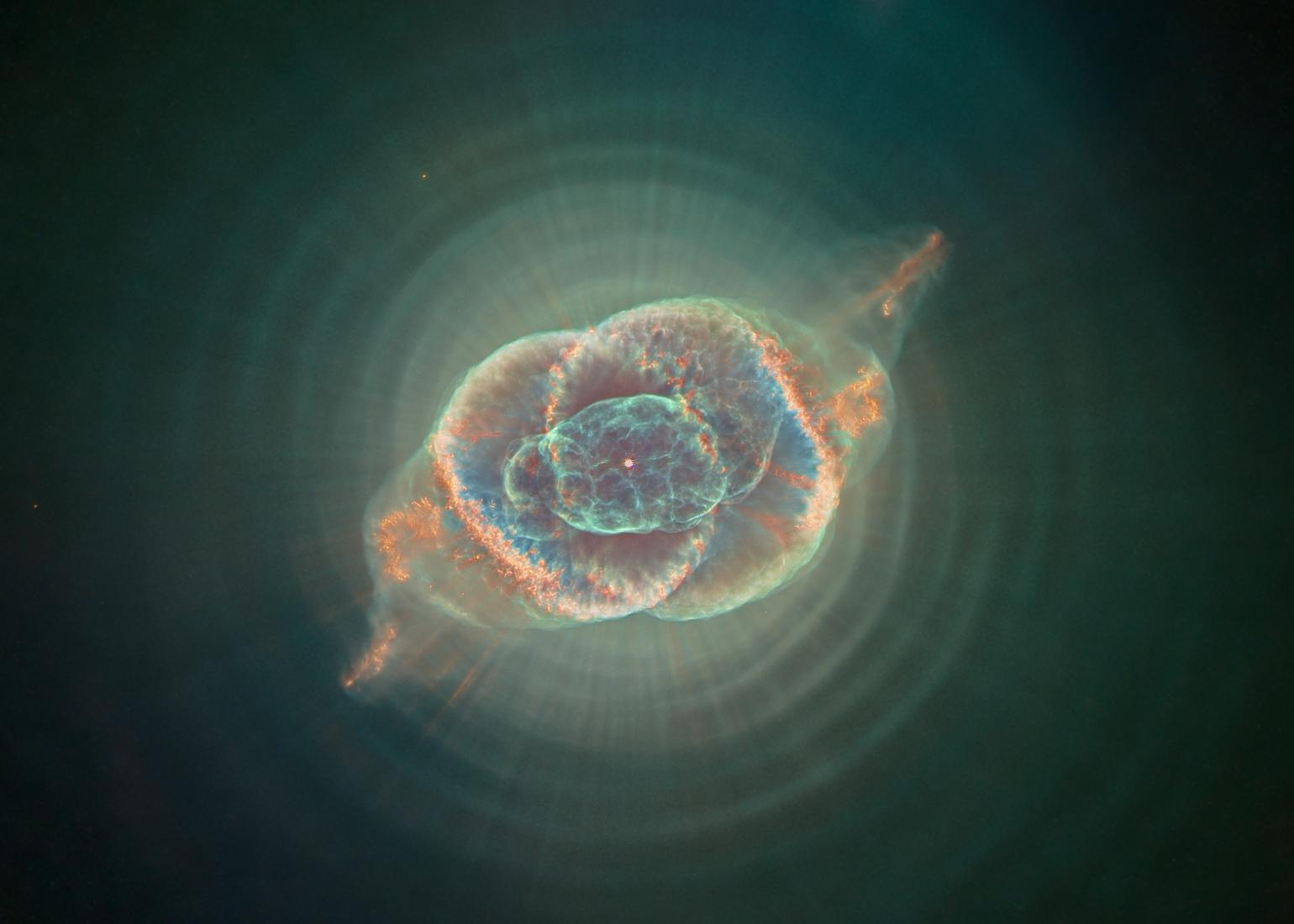
Nébuleuse de l'Œil de Chat, dans la constellation du Dragon.

Par morphologie, on désigne généralement l'aspect apparent vu au foyer d'un télescope, en lumière « totale », i.e. dans la gamme que l'atmosphère terrestre veut bien laisser passer. Cette gamme comprend toutes les couleurs comprises entre le violet (autour de 4 000 Å) et le rouge (autour de la longueur d'onde 6 000 Å). Les recherches en imagerie monochromatique ont mis en évidence le fait que suivant les ions chimiques, la nébuleuse planétaire ne présente pas toujours la même morphologie. Par exemple, il en existe qui sont dites « hydrogène-déficientes », tandis que d'autres n'ont pas de trace de la raie [NII] à 6 583 Å de l'azote une fois ionisé. En plus de ce problème de stratification en abondance, le stade d'évolution de l'étoile centrale joue un grand rôle dans la structure d'ionisation de l'enveloppe nébulaire environnante. C'est pour pouvoir séparer distinctement les contributions effectives de l'hydrogène (via la raie H alpha à 6 563 Å) et de l'émission de l'azote (via la raie 6 583 Å, à seulement 20 Å) que l'équipe du Laboratoire d'Astronomie Spatiale CNRS comme d'autres équipes utilisait exclusivement des filtres interférentiels très sélectifs (delta lambda de l'ordre de 8 à 10 Å).
Les nébuleuses planétaires ont d'abord été observées comme des anneaux diffus (rappelant les planètes, d'où leur nom, dû à William Herschel), puis furent considérées comme des coquilles projetées sur le plan du ciel quand leur nature fut explicitée.
Mais il fallut assez rapidement se rendre à l'évidence : elles ne sont pas toutes rondes, tant s'en faut,. On peut les classer selon leur forme apparente en sphériques, ellipsoïdales ou bipolaires. À ces trois grandes catégories s'ajoutent les nébuleuses planétaires à symétrie centrale ((en) point-symetric). Il faut également noter la présence de jets qui peuvent parfois prendre des formes non rectilignes. La situation est encore plus complexe si l'on considère que le même objet peut se présenter avec diverses morphologies selon l'échelle (voir image de NGC 6543, ou de l'Anneau de la Lyre) ou le domaine de longueur d'onde de l'observation. Le temps d'exposition intervient également dans la classification dite morphologique : telle nébuleuse, par exemple Sh 1-89, ou SaWe3 (Hua, C.T.: 1997, A&AS 125, 355; Hua, C.T., Dopita, M.A. and Martinis, J.: 1998, A&AS 133, 361 )  peut montrer une morphologie complètement différente sur une « pose » courte, et une exposition plus longue. Le grand axe peut changer de 90 degrés. De ce point de vue, l'avènement des nouvelles technologies du type « à transfert de charge » - en anglais, CCDs - en matière de détecteurs rapides et surtout linéaires, permet d'améliorer les observations en qualité, et partant une meilleure modélisation. Notamment, de nouvelles structures dites secondaires sont mises en évidence dans les régions périphériques, loin de l'étoile centrale, et qui pourraient être des reliques des éjectas des étoiles alors au stade « AGB » ((en) Asymptotique Giant Branch). Ceci contribuerait d'ailleurs à combler le déficit de masse du système. Shklovsky, dans sa recherche des distances en 1956, supposait que toutes les nébuleuses planétaires  avaient la même masse, égale à 0,2 masse solaire, ce que l'expérience ne confirme pas par la suite.
Voir plus bas le débat sur l'origine de ces morphologies asphériques.

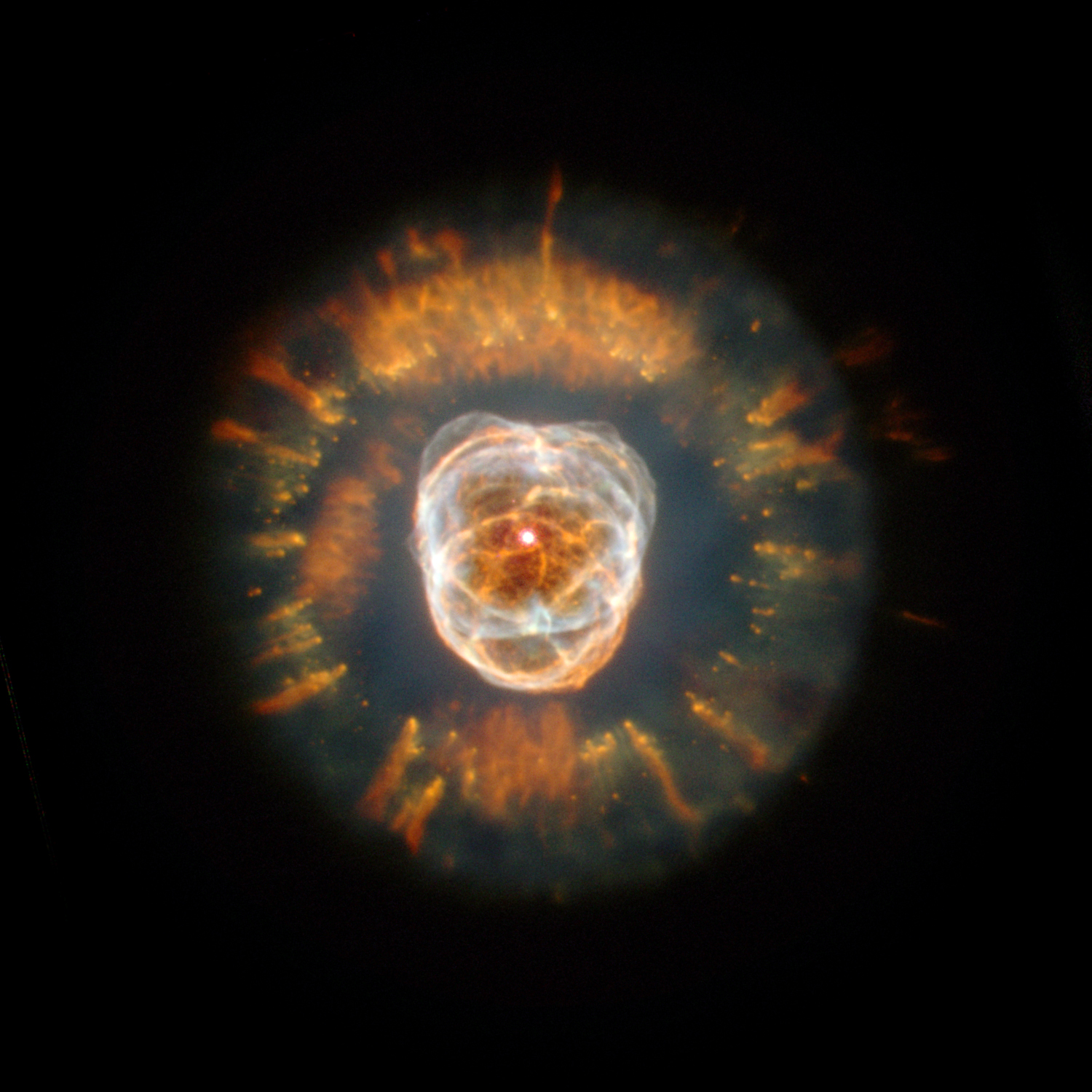
NGC 2392 montre des structures asymétriques à plusieurs échelles

## Études théoriques de nébuleuses planétaires
L'étude des nébuleuses planétaires se base principalement sur la spectroscopie. La lumière émise par le gaz ionisé l'est principalement sous forme de raies en émission. Ces raies sont typiques d'une transition entre deux niveaux atomiques d'un ion donné. Les spectres observés montrent des centaines de raies, dans tous les domaines de longueur d'onde (radio, infrarouge, optique, ultraviolet, rayons X). Chaque raie apporte un élément dans notre compréhension de la nébuleuse. Il existe des raies dont le rapport renseigne sur diverses propriétés de la nébuleuse : la densité du gaz, sa température, la composition chimique (abondances).
D'autre part, l'étude en haute résolution spectrale des raies émises permet d'obtenir des informations sur la dynamique du gaz, l'effet Doppler-Fizeau étant responsable du décalage de la longueur d'onde des photons émis. Cet effet est directement relié à la vitesse relative de l'émetteur par rapport à l'observateur : le gaz qui vient vers l'observateur et le gaz qui s'en éloigne ne sont pas perçus à la même longueur d'onde. Il est donc possible de « reconstruire » la morphologie de l'enveloppe de gaz à partir d'observations spectrales, si on se donne une relation entre la distance à l'étoile et la vitesse d'éloignement du gaz,.
La théorie des nébuleuses planétaires fait appel à de nombreux pans de la physique et de l'astrophysique. Il faut d'une part comprendre les caractéristiques et l'évolution de l'étoile centrale, la naine blanche résultant de l'évolution d'une étoile de masse intermédiaire. Il faut inclure dans l'étude de cette étoile la présence de vents (hydrodynamique), prendre en compte la physique nucléaire qui régit les réactions qui ont lieu au sein de l'étoile et aide à comprendre son évolution chimique via la nucléosynthèse stellaire. Il faut faire appel à l'ensemble de la physique atomique pour reproduire le spectre émis par cette étoile, en calculant comment la lumière interagit avec la matière. Ceci ne concerne que l'objet central, il reste encore à étudier le gaz expulsé.
Avec l'augmentation des capacités de calcul et de mémoire des ordinateurs, il est aujourd'hui possible de calculer des modèles de nébuleuses planétaires en prenant en compte la majorité des phénomènes physiques qui sont à l'œuvre dans l'étoile comme dans le gaz ionisé. L'étude théorique des nébuleuses planétaires se fait en effet à partir de modèles obtenus grâce à des programmes informatiques qui tentent de reproduire les conditions physiques que l'on trouve au sein du gaz qui les constitue. On peut séparer en deux grandes catégories les programmes (codes) informatiques :

### Les codes de photoionisation
Ces codes calculent le transfert de la radiation émise par l'étoile centrale qui photoionise la nébuleuse. Ils sont basés sur l'hypothèse que le gaz est en équilibre de ionisation (à tout moment le nombre de photoionisation est égale au nombre de recombinaisons) et en équilibre thermique (à tout moment l'énergie gagnée par le gaz due à l'absorption des photons de l'étoile est égale à l'énergie perdue par l'émission d'autres photons, ceux que l'on observe).
Les codes de photoionisation sont à symétrie sphérique (uni-dimensionnel) ou tri-dimensionnel (3D).
Les modèles obtenus par ces programmes informatiques ne prennent pas en compte le temps, ils donnent une image à un moment donné de la nébuleuse. Les prédictions de ces programmes sont principalement les intensités des raies en émission qui sont produites par la nébuleuse, que l'on peut comparer aux observations spectroscopiques. Les modèles issus de codes 3D peuvent également donner des images monochromatiques comparables aux observations.
Les images de ce paragraphe ont été obtenues grâce à un code 3D de photoionisation.

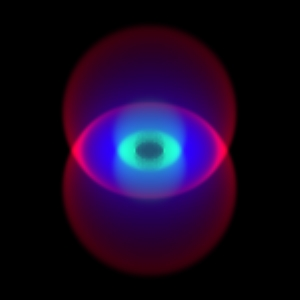
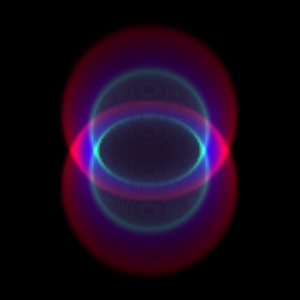
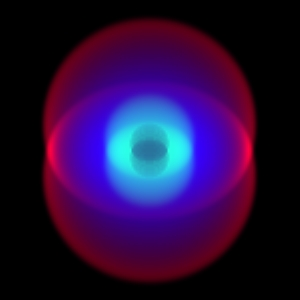

### Les codes (magneto-)hydrodynamiques

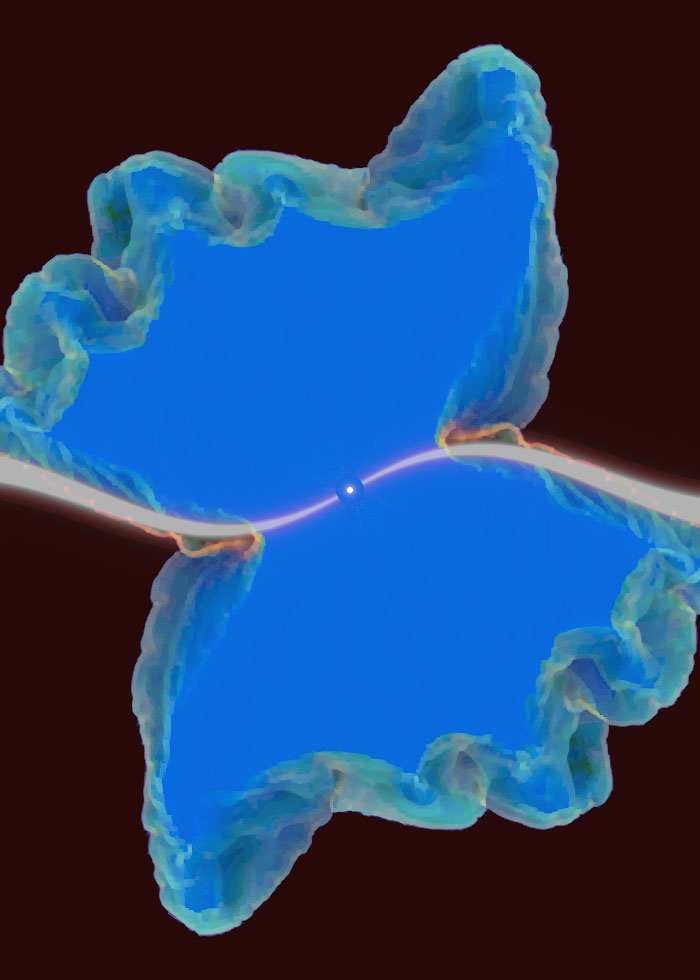
Simulation hydrodynamique de la formation d'une nébuleuse planétaire.

Les programmes qui sont utilisés pour modéliser l'évolution des différentes couches de gaz éjectées par l'étoile et qui vont donner une nébuleuse planétaire sont des codes hydrodynamiques. Ils calculent l'évolution de la morphologie en utilisant les théories des fluides et calculent par exemple l'interaction du gaz avec le milieu ambiant.

## Problèmes actuels concernant les nébuleuses planétaires
Bien qu'étudiées depuis près d'un siècle, les nébuleuses planétaires sont loin d'avoir livré tous leurs secrets. Parmi les grands débats qui préoccupent les spécialistes, on peut en citer deux importants tant par leurs implications qui dépassent le seul cadre des nébuleuses planétaires que par l'énergie que chacun met parfois dans son argumentation en faveur d'une interprétation/explication ou une autre :
- D'où viennent les formes non sphériques des nébuleuses planétaires ?
Champ magnétique de l'étoile centrale, ou présence d'un compagnon à côté de celle-ci (système binaire)[24] ? Ces deux écoles s'affrontent depuis des années sans que l'une d'elles ne s'impose définitivement. Tant que nous n'aurons pas compris cela, nous ne pourrons prétendre comprendre le phénomène global des nébuleuses planétaires (en particulier son bilan énergétique) ni prétendre faire des modèles complets de ces objets. Une série de congrès internationaux a été dédiée à cette problématique[25].
- Pourquoi les déterminations d'abondances que l'on obtient avec différentes techniques ne donnent-elles pas des résultats cohérents ?
C'est un débat qui voit s'affronter plusieurs écoles là aussi. Certains parlent de fluctuations de température[26], d'autres de fluctuations de composition chimique[27]. Tant que nous n'aurons pas compris la cause de ces désaccords, nous ne pourrons prétendre déterminer les abondances dans d'autres objets plus complexes ou moins bien observés (car plus éloignés, comme les galaxies). C'est notre compréhension de l'évolution chimique des galaxies et de notre univers globalement qui est en jeu ici.

Un autre problème qui se pose lors de l'étude des nébuleuses planétaires est la difficulté à déterminer une distance à l'objet. On a pu (rarement) appliquer une méthode de parallaxe en comparant l'expansion « vue » en projection sur le ciel entre deux photos prises à deux époques distinctes (on a dans ce cas une expansion en unité de taille angulaire par an) et la vitesse d'expansion déterminée à partir de mesures de l'effet Doppler sur le gaz (cette fois-ci on obtient une expansion en km/s). La distance entre l'objet et l'observateur permet de relier ces deux mesures que l'on suppose égales,.
Cette technique ne fonctionne que sur des objets proches et relativement sphériques (car l'expansion Doppler est perpendiculaire à l'expansion projetée sur le plan du ciel, les deux valeurs ne sont égales que si l'objet subit la même expansion dans toutes les directions).
En dehors de ces cas assez rares, la distance est une des inconnues fondamentales du problème : une nébuleuse quatre fois plus lumineuse, mais deux fois plus grande et deux fois plus éloignée sera vue de la même façon, sans possibilité de faire la différence…